# West Point (Virginia)
West Point es un pueblo situado en el condado de King William, Virginia  (Estados Unidos). Según el censo de 2010 tenía una población de 3.306 habitantes.

## Demografía
Según el censo del 2000, West Point tenía 2.866 habitantes, 1.068 viviendas, y 809 familias. La densidad de población era de 215,7 habitantes por km².
De las 1.068 viviendas en un 35,8%  vivían niños de menos de 18 años, en un 59,6%  vivían parejas casadas, en un 12,8% mujeres solteras, y en un 24,2% no eran unidades familiares. En el 21,8% de las viviendas  vivían personas solas el 11,8% de las cuales correspondía a personas de 65 años o más que vivían solas. El número medio de personas viviendo en cada vivienda era de 2,59 y el número medio de personas que vivían en cada familia era de 3.
Por edades la población se repartía de la siguiente manera: un 26% tenía menos de 18 años, un 5,2% entre 18 y 24, un 25,5% entre 25 y 44, un 25,4% de 45 a 60 y un 17,9% 65 años o más.
La edad media era de 39 años.  Por cada 100 mujeres de 18 o más años  había 87 hombres.
La renta media por vivienda era de 49.655$ y la renta media por familia de 56.932$. Los hombres tenían una renta media de 40.071$ mientras que las mujeres 24.702$. La renta per cápita de la población era de 23.232$. En torno al 1,7% de las familias y el 2,8% de la población estaban por debajo del umbral de pobreza.

## Localidades adyacentes
El siguiente diagrama muestra a las localidades más próximas a West Point.